# Eugenia García (deportista)
Eugenia García (Mendoza, ca. 1950) es una deportista argentina que compitió en natación adaptada, atletismo adaptado y baloncesto en silla de ruedas Destacó por ser una de las máximas medallistas paralímpicas de la historia Argentina, habiendo ganado ocho medallas, entre ellas una de oro, en los Juegos Paralímpicos de Toronto 1976 y Arnhem 1980. Por sus logros deportivos fue reconocida en Argentina como Maestra del Deporte.

## Carrera deportiva

### Juegos Paralímpicos de Toronto 1976

#### Bronce en baloncesto femenino
Eugenia García integró el equipo de baloncesto femenino que ganó la medalla de bronce en Toronto 1976. El equipo estuvo integrado por Susana Bainer, Elsa Beltrán, Cristina Benedetti, Eugenia García, Graciela Gazzola, Susana Masciotra, Susana Momeso, Marcela Rizzotto, Yolanda Rosa, Cristina Spara y Silvia Tedesco.
Participaron cinco países: Argentina, Canadá, Estados Unidos, Israel y República Federal Alemana que jugaron todos contra todos. Argentina perdió con Israel 16-56 (medalla de oro) y perdió 15-32 con la República Federal Alemana (medalla de plata), y venció a Estados Unidos (34-13) y Canadá (27-23), clasificando tercera y obteniendo así la medalla de bronce.
| Baloncesto Mujeres | Baloncesto Mujeres | Baloncesto Mujeres |
|                    | País               |                    |
| ------------------ | ------------------ | ------------------ |
| 1                  | Israel             |                    |
| 2                  | Alemania (RFA)     |                    |
| 3                  | Argentina          |                    |
| Fuente: IPC.       |                    |                    |

### Juegos Paralímpicos de Arnhem  1980
Eugenia García compitió en ocho eventos de los Juegos Paralímpicos de Arnhem 1980, cuatro de atletismo y cuatro de natación, obteniendo medalla en siete de ellos.

## Cuatro medallas en natación, una de oro
Eugenia García integró en Arnhem 1980 un equipo de natación que tuvo un excelente desempeño, obteniendo 4 medallas de oro y un total de 11 medallas (una de ellas en posta), que lo ubicó en la posición 11.ª del medallero general de natación en los juegos y 8ª en el medallero de natación femenino. Todas las medallas fueron obtenidas por el equipo femenino. García integró el equipo junto a las nadadoras Mónica López, Marcela Rizzotto y Susana Masciotra y actuó en cuatro eventos, obteniendo medalla en todos ellos. 
| Natación Mujeres 25 m pecho 1A Participantes: 2 | Natación Mujeres 25 m pecho 1A Participantes: 2 | Natación Mujeres 25 m pecho 1A Participantes: 2 | Natación Mujeres 25 m pecho 1A Participantes: 2 | Natación Mujeres 25 m pecho 1A Participantes: 2 |
|                                                 | Atleta                                          | País                                            | Tiempo                                          |                                                 |
| ----------------------------------------------- | ----------------------------------------------- | ----------------------------------------------- | ----------------------------------------------- | ----------------------------------------------- |
| 1                                               | Eugenia García                                  | Argentina                                       | 1:00.82                                         |                                                 |
| 2                                               | Sandra James                                    | Zimbabue                                        | 1:10.75                                         |                                                 |
| Fuente: IPC.                                    |                                                 |                                                 |                                                 |                                                 |

| Natación Mujeres Posta 3x25 m libre 1A-1C Participantes: 5 | Natación Mujeres Posta 3x25 m libre 1A-1C Participantes: 5 | Natación Mujeres Posta 3x25 m libre 1A-1C Participantes: 5 | Natación Mujeres Posta 3x25 m libre 1A-1C Participantes: 5 | Natación Mujeres Posta 3x25 m libre 1A-1C Participantes: 5 |
|                                                            | Atleta                                                     | País                                                       | Tiempo                                                     |                                                            |
| ---------------------------------------------------------- | ---------------------------------------------------------- | ---------------------------------------------------------- | ---------------------------------------------------------- | ---------------------------------------------------------- |
| 1                                                          | Karen Donaldson C. Patton Sharon Myers                     | Estados Unidos                                             | 1:44.17                                                    |                                                            |
| 2                                                          | Eugenia García Mónica López Susana Masciotra               | Argentina                                                  | 2:38.95                                                    |                                                            |
| Fuente: IPC.                                               |                                                            |                                                            |                                                            |                                                            |

| Natación Mujeres 25 m libre 1A Participantes: 4 | Natación Mujeres 25 m libre 1A Participantes: 4 | Natación Mujeres 25 m libre 1A Participantes: 4 | Natación Mujeres 25 m libre 1A Participantes: 4 | Natación Mujeres 25 m libre 1A Participantes: 4 |
|                                                 | Atleta                                          | País                                            | Tiempo                                          |                                                 |
| ----------------------------------------------- | ----------------------------------------------- | ----------------------------------------------- | ----------------------------------------------- | ----------------------------------------------- |
| 1                                               | Karen Donaldson                                 | Estados Unidos                                  | RM 34.58                                        |                                                 |
| 2                                               | Josefina Cornejo                                | México                                          | 35.97                                           |                                                 |
| 3                                               | Eugenia García                                  | Argentina                                       | 59.28                                           |                                                 |
| Fuente: IPC.                                    |                                                 |                                                 |                                                 |                                                 |

| Natación Mujeres 25 m espalda 1A Participantes: 4 | Natación Mujeres 25 m espalda 1A Participantes: 4 | Natación Mujeres 25 m espalda 1A Participantes: 4 | Natación Mujeres 25 m espalda 1A Participantes: 4 | Natación Mujeres 25 m espalda 1A Participantes: 4 |
|                                                   | Atleta                                            | País                                              | Tiempo                                            |                                                   |
| ------------------------------------------------- | ------------------------------------------------- | ------------------------------------------------- | ------------------------------------------------- | ------------------------------------------------- |
| 1                                                 | Karen Donaldson                                   | Estados Unidos                                    | RM 35.09                                          |                                                   |
| 2                                                 | Josefina Cornejo                                  | México                                            | 37.12                                             |                                                   |
| 3                                                 | Eugenia García                                    | Argentina                                         | 56.76                                             |                                                   |
| Fuente: IPC.                                      |                                                   |                                                   |                                                   |                                                   |

### Tres medallas en atletismo
| Atletismo Mujeres Lanzamiento de bala 1A Participantes: 4 | Atletismo Mujeres Lanzamiento de bala 1A Participantes: 4 | Atletismo Mujeres Lanzamiento de bala 1A Participantes: 4 | Atletismo Mujeres Lanzamiento de bala 1A Participantes: 4 | Atletismo Mujeres Lanzamiento de bala 1A Participantes: 4 |
|                                                           | Atleta                                                    | País                                                      | Distancia                                                 |                                                           |
| --------------------------------------------------------- | --------------------------------------------------------- | --------------------------------------------------------- | --------------------------------------------------------- | --------------------------------------------------------- |
| 1                                                         | Josefina Cornejo                                          | México                                                    | RP 2.94                                                   |                                                           |
| 2                                                         | Sandra James                                              | Zimbabue                                                  | 2.72                                                      |                                                           |
| 3                                                         | Eugenia García                                            | Argentina                                                 | 2.64                                                      |                                                           |
| Fuente: IPC.                                              |                                                           |                                                           |                                                           |                                                           |

| Atletismo Mujeres Lanzamiento de disco 1A Participantes: 4 | Atletismo Mujeres Lanzamiento de disco 1A Participantes: 4 | Atletismo Mujeres Lanzamiento de disco 1A Participantes: 4 | Atletismo Mujeres Lanzamiento de disco 1A Participantes: 4 | Atletismo Mujeres Lanzamiento de disco 1A Participantes: 4 |
|                                                            | Atleta                                                     | País                                                       | Distancia                                                  |                                                            |
| ---------------------------------------------------------- | ---------------------------------------------------------- | ---------------------------------------------------------- | ---------------------------------------------------------- | ---------------------------------------------------------- |
| 1                                                          | Josefina Cornejo                                           | México                                                     | RP 8.42                                                    |                                                            |
| 2                                                          | Sandra James                                               | Zimbabue                                                   | 7.26                                                       |                                                            |
| 3                                                          | Eugenia García                                             | Argentina                                                  | 6.52                                                       |                                                            |
| Fuente: IPC.                                               |                                                            |                                                            |                                                            |                                                            |

| \| Atletismo Mujeres Lanzamiento de clava 1A Participantes: 5 \| Atletismo Mujeres Lanzamiento de clava 1A Participantes: 5 \| Atletismo Mujeres Lanzamiento de clava 1A Participantes: 5 \| Atletismo Mujeres Lanzamiento de clava 1A Participantes: 5 \| Atletismo Mujeres Lanzamiento de clava 1A Participantes: 5 \| \| \| Atleta \| País \| Distancia \| \| \| ---------------------------------------------------------- \| ---------------------------------------------------------- \| ---------------------------------------------------------- \| ---------------------------------------------------------- \| ---------------------------------------------------------- \| \| 1 \| Josefina Cornejo \| México \| RM 18.05 \| \| \| 2 \| Sandra James \| Zimbabue \| 13.72 \| \| \| 3 \| Eugenia García \| Argentina \| 12.38 \| \| \| Fuente: IPC.[12] \| \| \| \| \| |                  |           |           |  |
| Atletismo Mujeres Lanzamiento de clava 1A Participantes: 5 |                  |           |           |  |
| | Atleta           | País      | Distancia |  |
| 1 | Josefina Cornejo | México    | RM 18.05  |  |
| 2 | Sandra James     | Zimbabue  | 13.72     |  |
| 3 | Eugenia García   | Argentina | 12.38     |  |
| Fuente: IPC. |                  |           |           |  |